# 我的朋友世界第一可愛
《我的朋友世界第一可愛》是由三月創作的日本四格漫畫作品。2015年4月号至9月号於《月刊Comic Alive》中的一個四格漫畫欄目《COMIC CUNE》客串連載，後來轉移至於2015年8月27日正式創刊的四格漫畫雜誌《月刊COMIC CUNE》2015年10月號發表，於2016年2月27日發售的《月刊COMIC CUNE》2016年4月號發表最終回。ComicWalker網站也發表該四格漫畫。第1本單行本於2016年3月26日發售。台灣地區由台湾角川出版。

## 故事
學生會長西園寺小春是學校裡人人憧憬的存在。有一天她遇到瑪麗亞，從此之後便被她纏上再也離不開。

## 登場角色
西園寺小春
學生會會長。在學校裡是人人憧憬的存在。
瑪麗亞
樂天美少女。
和泉
金髮千金副會長，不服輸個性。視結城為競爭對手。
結城
認真的副會長，同樣為不服輸個性。視和泉為競爭對手。
沙織
學校老師，傲嬌微天然，是千歲從小到大的玩伴兼同居人。
千歲
學校老師，天然健氣，很保護沙織，是沙織從小到大的玩伴兼同居人。

## 單行本
| 冊數 | KADOKAWA / Media Factory | KADOKAWA / Media Factory | 台湾角川       | 台湾角川           |
| 冊數 | 發售日期                 | ISBN                     | 出版日期       | ISBN               |
| ---- | ------------------------ | ------------------------ | -------------- | ------------------ |
| 1    | 2016年3月26日            | ISBN 978-4-0406-8161-0   | 2016年11月28日 | ISBN 9789864733552 |

## 外部連結
- 我的朋友世界第一可愛 （页面存档备份，存于）於COMIC CUNE網站的內容（日語）
- 我的朋友世界第一可愛 （页面存档备份，存于）於ComicWalker網站的內容（日語）